# Gila Crossing
Gila Crossing – jednostka osadnicza w Stanach Zjednoczonych, w stanie Arizona, w hrabstwie Maricopa.